# Közbeszerzési Döntőbizottság
A Közbeszerzési Döntőbizottság (röviden: Döntőbizottság vagy KDB) független, országos illetékességű szervezet, feladata a közbeszerzésekkel kapcsolatos jogsértő vagy vitás ügyek miatti jogorvoslat intézése. Eljárása a bíráskodáshoz hasonló, melynek során bírságot szabhat ki.
A Döntőbizottság a Közbeszerzési Hatóság keretében működik. Tagjai a közbeszerzési biztosok, akik a jogorvoslati eljárásokban háromfős tanácsban járnak el.

## Szervezete
A Döntőbizottságot az elnök és az elnökhelyettes vezeti, tagjai a közbeszerzési biztosok. Az elnököt, az elnökhelyettest és a közbeszerzési biztosokat az ugyancsak a Közbeszerzési Hatóságon belül működő Tanács választja meg, illetve nevezi ki.
A közbeszerzési biztosok függetlenek, a jogszabályok alapján meggyőződésüknek megfelelően döntenek, nem befolyásolhatók és nem utasíthatók.

## Feladatai
A Döntőbizottság jogorvoslati eljárásokat folytat le és döntéseket (határozatokat) hoz. Ennek során engedélyezheti szerződések megkötését, ajánlatkérői döntéseket semmisíthet meg, jogsértést és szerződések semmisségét állapíthatja meg vagy bírságolhat.
A közbeszerzési gyakorlat elvi szintű fejlesztése a Tanács feladata, mely útmutatókat ad ki. A Döntőbizottság ugyan egyedi ügyekben jár el, ám az egységes jogorvoslati gyakorlat biztosítása érdekében elemzi saját és a bíróságok joggyakorlatát, valamint véleményt nyilvánít a vitás jogalkalmazási kérdésekben.

## Eljárása
A Döntőbizottság tevékenysége a bíráskodáshoz hasonló, de eljárására az általános közigazgatási rendtartásról szóló törvény rendelkezéseit kell alkalmazni. Az eljárás kérelemre vagy hivatalból indul. Ha az eljárás kérelemre indult, akkor a kérelmezőnek igazgatási szolgáltatási díjat kell fizetnie.
Az ügyekben a Döntőbizottság három közbeszerzési biztosból álló tanácsban jár el. A tanács a határozatát többségi szavazás alapján és a Közbeszerzési Hatóság nevében hozza. Az eljárásban a közbeszerzési szaktanácsadói, kamarai jogtanácsosi vagy ügyvédi képviselet kötelező.
A Döntőbizottság végső döntésének meghozataláig ideiglenes intézkedéseket tehet a jogszabálysértő helyzet kezelésére, és kezdeményezheti az Európai Bíróság döntéshozatali eljárását is. Döntését a hozzá benyújtott iratok alapján, tárgyalás nélkül hozza meg, vagy nyilvános tárgyalást tart, ahol tanúkat is meghallgathat.
A Döntőbizottságnak az eljárást főszabály szerint 15 napon belül be kell fejeznie. A határozatában megállapíthatja a jogsértés tényét és számos szankciót alkalmazhat a jogsértővel szemben, akár bírságot is kiszabhat. A bírság összege adott esetben a közbeszerzés becsült értékének 10-15%-a is lehet.
A meghozott határozatot a Közbeszerzési Hatóság honlapján közzé kell tenni. A határozat felülvizsgálata érdekében bírósághoz lehet fordulni.

## Kapcsolódó jog
- A közbeszerzésekről szóló 2015. évi CXLIII. törvény, 144-177., 192-193. §. Wolters Kluwer, net.jogtar.hu. (Hozzáférés: 2019. március 5.)

## Külső hivatkozások
- A Döntőbizottság feladata, elnökének neve, elérhetősége. Közbeszerzési Hatóság. [2019. február 20-i dátummal az eredetiből archiválva]. (Hozzáférés: 2019. március 5.)
- Döntőbizottsági Határozatok. Közbeszerzési Hatóság. [2019. március 6-i dátummal az eredetiből archiválva]. (Hozzáférés: 2019. március 5.)

## Kapcsolódó irodalom
- A közbeszerzésekről szóló 2015. évi CXLIII. törvény kommentárja. Budapest: Magyar Közlöny Lap- és Könyvkiadó Kft., 516-561, 562-581. o. (2019). ISBN ISBN 978-615-5710-65-0